# Sophia Amalia van Brunswijk-Lüneburg
Sophia Amalia van Brunswijk-Lüneburg (Herzberg am Harz, 24 februari 1628 — Kopenhagen, 20 februari 1685) was een dochter van George van Brunswijk-Calenberg en van Anna Eleonora van Hessen-Darmstadt.
In 1643 huwde zij met de latere koning Frederik III van Denemarken. Zij werd de moeder van:
- Christiaan, huwde met Charlotte Amalia van Hessen-Kassel
- Anna Sophia, huwde met Johan George III van Saksen
- Friederike Amalie, huwde met Christiaan Albrecht van Sleeswijk-Holstein-Gottorp
- Wilhelmina Ernestina, huwde met Karel II van de Palts
- Frederik (1651-1652)
- George, huwde met Anna van Groot-Brittannië
- Ulrike Eleonora, huwde met Karel XI van Zweden
- Dorothea (1657-1658)

Onder haar invloed werd de absolute monarchie ingevoerd in Denemarken. Zij voerde een luxueuze hofstijl, niettegenstaande de benarde financiële situatie van het koninkrijk. Het Sophia Amalieburgpaleis werd in 1669-1673 gebouwd op de plaats waar zich thans Amalienborg bevindt.